# Triptyque Braque
Le Triptyque Braque (ou Triptyque de la famille Braque) est un retable portatif peint à l'huile sur panneaux de chêne, réalisé vers 1452 par l'artiste primitif flamand Rogier van der Weyden.
Ouvert, il comporte trois panneaux représentant, à gauche saint Jean Baptiste, au centre Jésus-Christ entouré de la Vierge Marie et de saint Jean l'Évangéliste, à droite Marie Madeleine. Refermés, les volets représentent un memento mori composé d'un crâne à gauche et d'une croix à droite ou bien une référence au crâne d'Adam figurant au pied de la croix du Christ (le nouvel Adam) et à  celle-ci.
Le triptyque est, selon l'hypothèse la plus vraisemblable, une commande de Catherine de Brabant en mémoire de son époux, Jehan Braque de Tournai, brutalement décédé en 1452. Il s'agit de la seule œuvre de dévotion privée de van der Weyden qui subsiste.
Le retable est actuellement exposé au musée du Louvre dans son cadre original de chêne. En raison de sa fragilité, il est protégé par un caisson de verre, qui permet également d'en révéler les deux faces au public.

## Description

### Le revers des volets: le triptyque refermé

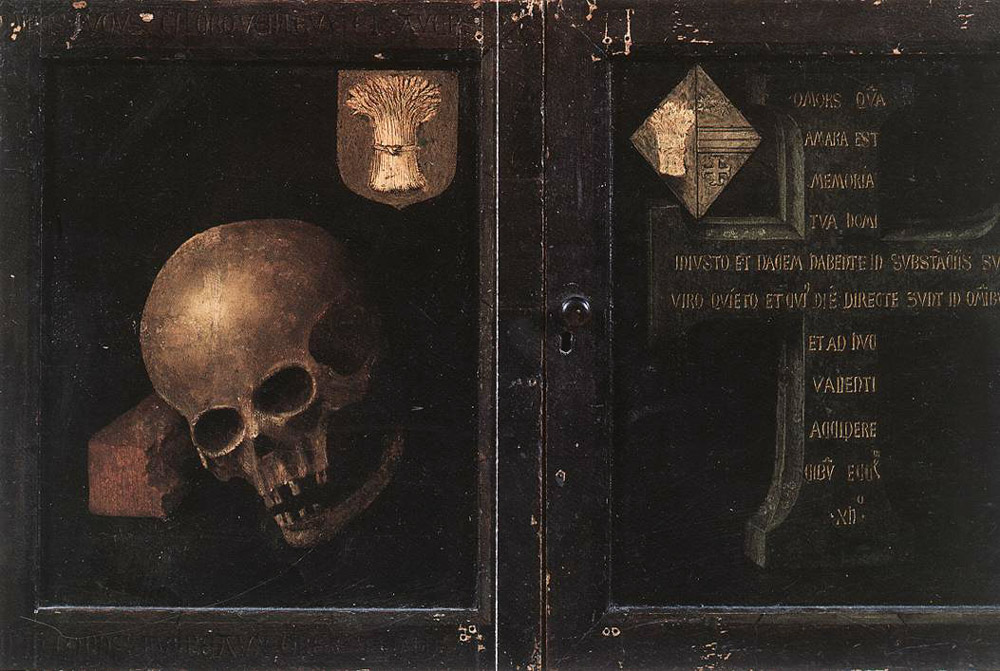
Panneaux extérieurs rabattus. Le crâne renvoie vraisemblablement à la fois à un memento mori et à la fonction commémorative de l'œuvre, réalisée en souvenir du mort.

Le triptyque devait la plupart du temps rester refermé, conservé dans un étui, et présenter au spectateur le revers de ses volets extérieurs, celui de gauche étant dédié à Jean (ou Jehan) Braque (ou Bracque), celui de droite à Catherine de Brabant, son épouse. Chacun des deux volets s'ouvre sur une niche peinte sur fond noir, délimitée par un encadrement représentant des briques brunes jointées. La scène lugubre et funèbre, réduite à trois objets — une brique, un crâne, et une croix —, pouvait se lire comme une méditation chrétienne sur la mort.

#### Le revers du volet gauche
Le revers du volet extérieur gauche, correspondant sur son autre face au portrait de saint Jean Baptiste, représente un crâne brun jaune appuyé contre une brique brisée ou un fragment de pierre. Le blason de la famille Braque de Tournai — « d'azur à une gerbe d'or liée de gueules » —, dans l'angle supérieur droit, combiné au choix, sur les panneaux intérieurs, des deux saint homonymes, Jean Baptiste et Jean l’Évangéliste, désigne explicitement Jean Braque, à qui l'œuvre est visiblement dédiée.
Ce volet évoque de façon évidente la mort. Dans le cas d'une œuvre commanditée par sa veuve seule, le crâne renverrait à l'état présent de Jean Braque, pour constituer un mémorial du défunt mari. La brique effritée pourrait également symboliser la ruine, des bâtiments comme des dynasties. Dans ce cas précis où sont incluses les armoiries de la famille Braque, cela s'adresserait à la mémoire des membres à venir de celle-ci. Selon une portée plus générale, cela évoquerait par anticipation, et en miroir, l'état à venir du spectateur, conformément à l'iconographie traditionnelle des memento mori,. Cette nature morte associant le crâne et la brique brisée pourrait d'ailleurs être, selon Charles Sterling, le précurseur du genre de la vanité, ce que confirmeraient, en haut et en bas du panneau, les paroles inscrites en caractères comme gravés dans la pierre : « Mires vous ci orgueilleux et avers. Mon corps fu beaux ore est viande a [vers]. » (« Regardez-vous ici, orgueilleux et avares. Mon corps fut beau, il est désormais la nourriture des vers. »).
D'autres historiens d'art pensent que le crâne ne renvoie pas explicitement à la famille Braque, dans la mesure où celle-ci était solidement établie comme conseillers et financiers de la Maison des Valois. Il rappellerait bien plutôt Adam, et la pierre sur laquelle il s'appuie le mont rocheux du Golgotha — le Christ passant pour le « nouvel Adam » —, pour évoquer, grâce à la croix présente sur le panneau de droite, la rédemption par la Crucifixion, et donc, plus encore que la mort, la promesse d'une immortalité au-delà de celle-ci.

#### Le revers du volet droit
Le panneau de droite est quant à lui dédié à Catherine de Brabant. Ceci est explicitement rendu par ses armoiries peintes dans l'angle supérieur gauche, en losange mi-parti, au premier (à gauche) de Braque, au second (à droite) de Brabant, « d'azur à la fasce, accompagné en chef de deux molettes et en pointe d'une croix ancrée, le tout d'argent ». La croix ancrée est d'ailleurs reprise en tant que motif principal du panneau, et peut renvoyer, dans la mesure où elle évoque la Croix du Christ, à l'espoir de la veuve pour le salut de son défunt mari.
Cette croix porte une inscription latine tirée de l'Ecclésiastique (XLI, 1-2), et qui constitue une invocation à la mort telle que Catherine aurait pu la formuler en de telles circonstances dramatiques :  « O mors quam amara est memoria tua homin(i)iusto et pacem habente in substanciis suis viro quieto et cuius die directe sunt in omnibus et ad huc valenti accipere cibum. Eccl. xli. » (« Ô mort, que ton souvenir est amer à l’homme juste et qui vit en paix au sein de ses richesses, à l’homme exempt de soucis et qui prospère en tout, et qui est encore en état de goûter le plaisir de la table ! »).

## Histoire de l'œuvre

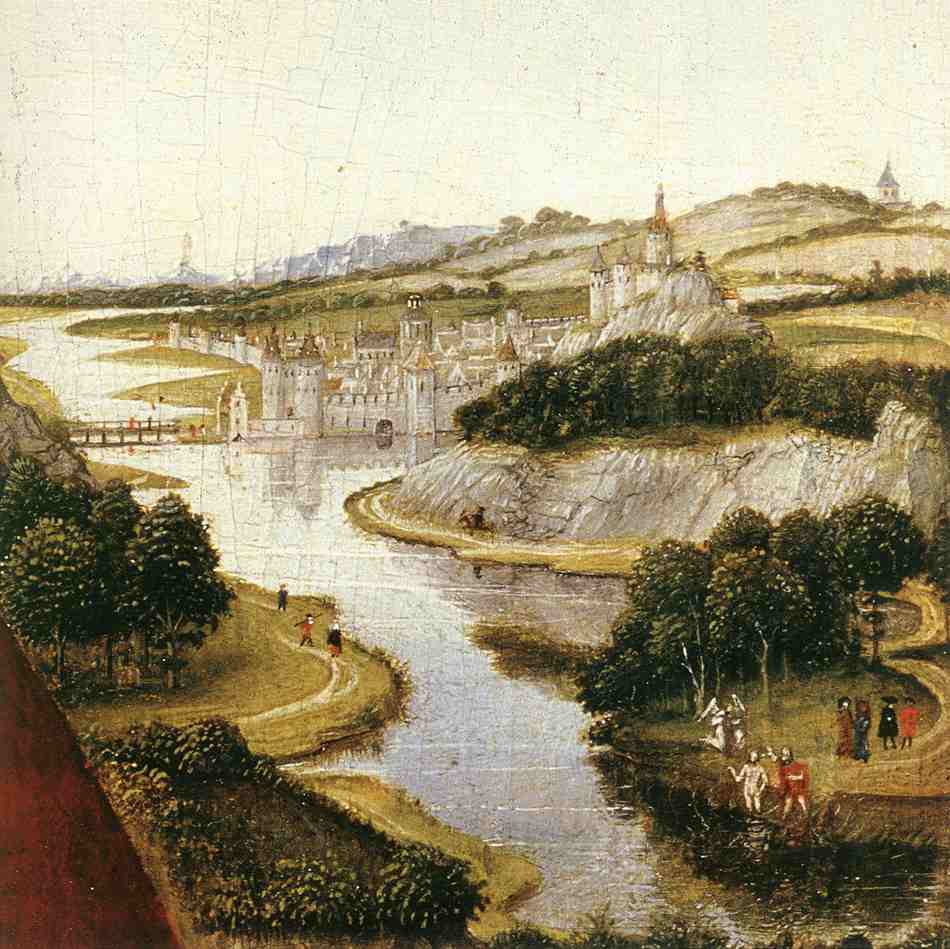
Détail du paysage derrière saint Jean Baptiste. Comme pour le texte qui sort de sa bouche, le paysage se poursuit sur le panneau de droite pour former un tout continu.

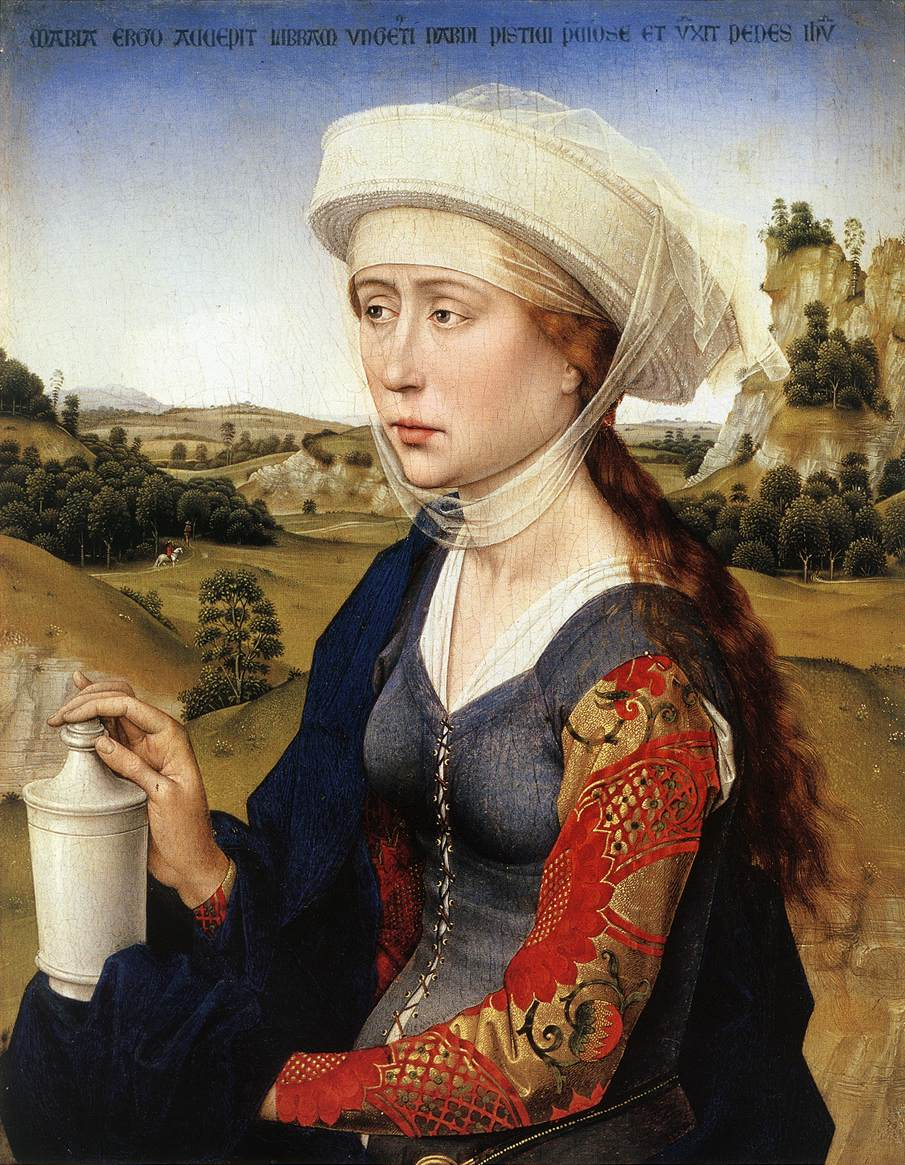
Détail de Madeleine

Jean Braque et Catherine de Brabant sont restés mariés très peu de temps. Beaucoup plus jeune que son mari, Catherine ne devait avoir, lors de son mariage en 1450 ou au début de l'année 1451, guère plus de vingt ans, soit près de douze ou treize ans de moins que son époux. Le fait qu'elle ait néanmoins tenu  à se faire inhumer en 1499 aux côtés de Jean Braque, près de cinquante ans après la mort de celui-ci, et quoiqu'elle se fût entre-temps remariée, tendrait à prouver la sincérité et la profondeur de l'affection qu'elle lui a portée, et justifier ainsi le fait qu'elle ait pu commander une telle œuvre.
En l'absence de mention portée sur l'œuvre, ou de documentation à ce sujet, l'estimation de la date à laquelle le triptyque a été exécuté se fonde donc sur celle de la mort de Jean Braque, survenue en 1452. Cette date serait confirmée par les innovations adoptées par le peintre, notamment la composition présentant des personnages à mi-corps devant un paysage très profond, et des accents stylistiques pouvant être reliés au voyage qu'il effectue en Italie en 1450, ce qui inaugurerait sa dernière période stylistique, d'une maturité plus austère.
La première mention du triptyque, sans indication d'attribution à un peintre précis, se trouve dans le testament que Catherine rédige en 1497, où elle le cède à son petit-fils Jehan Villain. Les archives montrent que le retable demeure dans la famille jusqu'en 1586, date à laquelle il est vendu à un prêtre du nord de l'Angleterre. Il entre ensuite en la possession du peintre anglais Richard Evans, qui le vend au duc de Westminster en 1845. En 1913, il passe des mains de la fille de ce dernier, lady Theodora Guest, au musée du Louvre, par l'intermédiaire du marchand d'art François Kleinberger. Cet achat d'une œuvre de Primitif flamand, qui atteint un prix record pour l'époque, est alors considérée comme l'acquisition la plus importante du musée public depuis La Vierge de Jacques Floreins de Hans Memling entrée en 1878.
Le retable fait partie de nos jours de l'exposition permanente du musée du Louvre, et est présenté dans son cadre originel de chêne. En raison de sa fragilité, il est protégé par un caisson de verre, qui permet également d'exposer au public les deux faces des panneaux extérieurs.

### Traduction
- (en) Cet article est partiellement ou en totalité issu de l’article de Wikipédia en anglais intitulé « Braque Triptych » (voir la liste des auteurs).